# Herrschaft Grasburg

Wappen der Herrschaft Grasburg

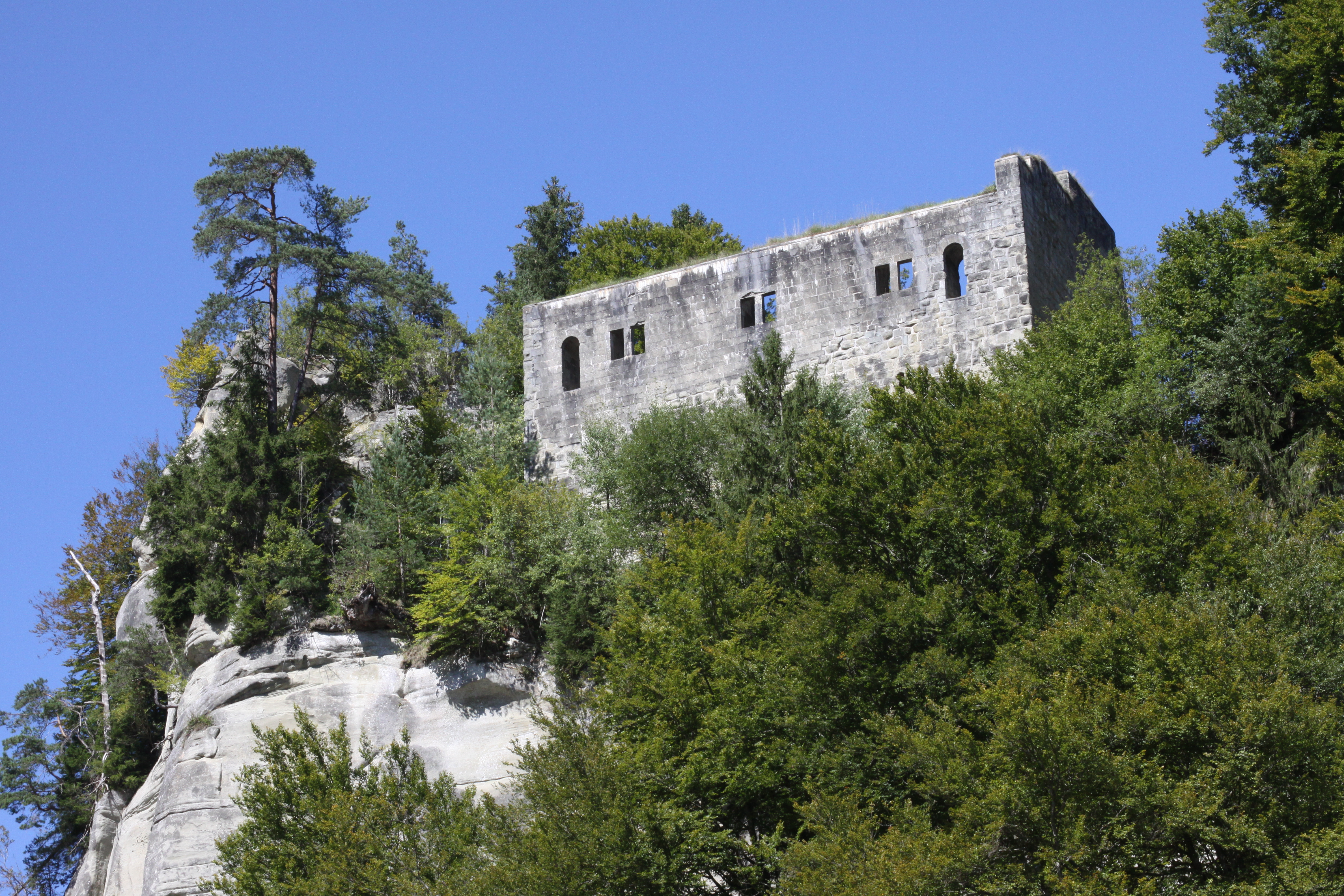
Die heutige Ruine Grasburg.

Die Herrschaft Grasburg ist ein historisches Territorium auf dem Gebiet der heutigen Schweiz. Es entspricht dem Amtsbezirk Schwarzenburg im Kanton Bern. 1423 bis 1798 war die Herrschaft Grasburg eine Gemeine Herrschaft innerhalb der Alten Eidgenossenschaft unter den Städten Bern und Freiburg.

## Geschichte
Der Name der Herrschaft leitet sich von der Grasburg auf dem Gebiet der Gemeinde Schwarzenburg her. Oft wird der Name der Herrschaft fälschlicherweise mit Schwarzenburg angegeben. Die Verwirrung stammt daher, dass zwar die ehemalige Reichsfeste Grasburg in den Jahren 1423 bis 1575 noch als Amtssitz der bernischen und freiburgischen Vögte diente, dann aber wegen der hohen Unterhaltskosten verlassen wurde. Im Dorf Schwarzenburg wurde dann ein neues Vogteischloss errichtet.
Die Herrschaft Grasburg war ein Reichslehen, das im Frühmittelalter in den Besitz der Grafen von Kyburg gelangte. Nach deren Aussterben kam Grasburg an die Habsburger. 1310 mussten diese Grasburg an die Herzöge von Savoyen verpfänden, die sie ihrerseits an Bürger der Stadt Freiburg weiterverpfändeten. 1423 verkaufte Savoyen die Herrschaft an die Städte Bern und Freiburg, die bis auf eine kurze Unterbrechung (1448 bis 1455 musste Freiburg auf seine Mitherrschaft verzichten) das Gebiet als Gemeine Herrschaft verwalteten. Durch den Einfluss Berns wurde nach 1528 in Grasburg die Reformation eingeführt.
Nach dem Untergang der Alten Eidgenossenschaft 1798 kam Grasburg zum Kanton Bern.

## Wappen
Das Wappen der Herrschaft Grasburg weist einen schwarzen Löwen in Silber über drei grünen Hügeln auf.